# Le Secret de la liste rouge
Pour les articles homonymes, voir Mozambique (homonymie).
Pour plus de détails, voir Fiche technique et Distribution.
Le Secret de la liste rouge (titre original : Mozambique) est un film britannique de Robert Lynn sorti en 1964. C'est le dernier film de Steve Cochran.

## Synopsis
Ancien pilote de l'air, Brad Webster cherche du travail. Étant à bout de ressources, il accepte de piloter l'avion du colonel Valdez afin de l'emmener au Mozambique. Mais une fois arrivé sur place, le colonel se fait tuer et Brad se retrouve, de ce fait, embarqué dans une rivalité entre l'épouse du défunt et deux de ses conseillers...

## Fiche technique
- Titre original : Mozambique
- Réalisation : Robert Lynn
- Scénario : Peter Yeldham d'après une histoire originale de Peter Welbeck
- Directeur de la photographie : Martin Curtis
- Montage : Peter Boita
- Musique : Johnny Douglas
- Production : Harry Alan Towers et Oliver A. Unger
- Genre : Film d'aventure
- Pays :  Royaume-Uni
- Durée : 98 minutes
- Date de sortie :
  -  Royaume-Uni : 1964
  -  Allemagne de l'Ouest : 26 mars 1965
  -  États-Unis : 9 février 1966

## Distribution
- Steve Cochran (VF : Jacques Deschamps) : Brad Webster
- Hildegarde Neff (VF : Jacqueline Porel) : Ilona Valdez
- Paul Hubschmid (VF : Jean-Claude Michel) : le commandant Commarro
- Vivi Bach (VF : Jeanine Freson) : Christina
- Martin Benson (VF : René Bériard) : Da Silva
- Dietmar Schonherr (VF : Hubert Noël) : Henderson
- George Leech (VF : Jean Violette) : Carl
- Gert van den Bergh (VF : Pierre Marteville) : l'Arabe